# Ochthebius bernhardi
Ochthebius bernhardi es una especie de escarabajo del género Ochthebius, familia Hydraenidae. Fue descrita científicamente por Jaech y Delgado en 2008.
Se distribuye por el nordeste de Hungría (en la ciudad de Tiszacsege). Mide 1,5 milímetros de longitud y su edeago es de 0,32 milímetros.